# Sven-Bertil Taube
Pour les articles homonymes, voir Taube.
Sven-Bertil Taube, né le 24 novembre 1934 à Stockholm (Suède) et mort à Londres (Royaume-Uni) le 11 novembre 2022, est un chanteur et acteur suédois.

## Biographie
Sven-Bertil Taube est le fils de l'auteur-compositeur Evert Taube et de la sculptrice Astri Taube.
À 14 ans, Sven-Bertil Taube commence à jouer de la guitare. En voyageant à travers l'Europe, il développe un intérêt pour le folklore et la musique folklorique. Il donne des concerts à la radio suédoise alors qu'il est étudiant à la Royal Beskow School de Stockholm.
Sven-Bertil Taube est diplômé en 1954 de la Cherry Lawn School à Darien, dans le Connecticut. Alors qu'il est étudiant à l'école, Folkways Records l'invite à enregistrer un album de chansons folkloriques suédoises.
Sven-Bertil Taube a été marié quatre fois et a quatre enfants, nés en 1960, 1965, 1979 et 1994. Il appartient à une branche sans titre de la famille noble allemande baltique Taube, présentée à la Maison suédoise de la noblesse en 1668 en tant que famille noble n° 734.

## Carrière musicale
Sven-Bertil Taube sort son premier album en 1954 ; il comprenait une reprise d'une des chansons de son père. Il sort ensuite de nombreux albums qui incluent des chansons écrites par son père. Plusieurs de ses versions les plus connues des chansons d'Evert Taube proviennent d'albums enregistrés dans les années 1970, mais il en a enregistré d'autres à des stades ultérieurs, y compris son album de 2007, Alderville Road. Se référant à cet album, le critique Peter Dahlgren a déclaré : « Evert avait les fils et Sven-Bertil avait la voix. ».
Il a enregistré des chansons de Fredman's Epistles et Fredman's Songs du populaire auteur-compositeur suédois du XVIIIe siècle Carl Michael Bellman. Paul Britten Austin a écrit dans sa biographie de Bellman en 1967 que les deux albums Bellman de Sven-Bertil Taube (sortis en 1960 et 1963) « ont vendu plus d'exemplaires que tout autre disque, populaire ou classique, jamais sorti en Suède ». Göran Forsling a écrit que Taube a aidé à démarrer « une nouvelle ère dans l'interprétation de Bellman vers 1960 », comme Fred Åkerström donnant aux chansons « un réalisme terre-à-terre inouï ».
Sven-Bertil Taube a enregistré des œuvres du poète Nils Ferlin (1898-1961), dont les poèmes ont été pour la plupart mis en musique par Lille Bror Söderlundh. Taube a également enregistré un album avec des chansons de l'auteur-compositeur et musicien suédois Ulf Peder Olrog, un avec des traductions suédoises de chansons de l'auteur-compositeur français Léo Ferré, et un avec des traductions suédoises de chansons du compositeur grec Mikis Theodorakis.

### Discographie (sélection)
- 1960 : Carl Michael Bellman
- 1960 : Sven-Bertil Taube sjunger Evert Taube
- 1961 : Nils Ferlin
- 1962 : Skillingtryck och andra fina visor från flera sekler
- 1963 : Carl Michael Bellman, Vol. 2
- 1964 : Tiggarens opera
- 1964 : Erik Axel Karlfeldt
- 1965 : Pastime with Good Company (avec Dorothy Dorow)
- 1967 : Carl Jonas Love Almqvist (avec Lilian Sjöstrand)
- 1968 : Peter och vargen/Orkesterguide för ungdom
- 1968 : Visor
- 1970 : Evert Taube
- 1972 : 12 visor av Evert Taube
- 1973 : Ulf Peder Olrog
- 1974 : Sjunger Mikis Theodorakis
- 1975 : Caballero! Visor och ballader av Evert Taube
- 1976 : Sings Mikis Theodorakis (same songs as original, but in English)
- 1977 : A Swedish Musical Odyssey
- 1978 : Borta bra men hemma bäst. Visor och ballader av Evert Taube
- 1979 : Närmare dig
- 1980 : Många hundra gröna mil – på Berns Salonger (Live album)
- 1981 : Sjunger Leo Ferré
- 1981 : I and Albert. A New Musical
- 1983 : Inbjudan till... Ord och toner av Evert Taube
- 1985 : Årstider
- 1990 : Tango
- 1993 : ¡Inspiración Argentina!

Autres albums (compilation)
- 1993 : Sven-Bertil Gunnar Evert Taube sjunger Evert Taube 1950-1993 (ensemble de 5 CD)
- 2013 : Taube tolkar Taube
- 2014 : Hommage
- 2015 : Hommage Vol. 2

## Carrière d'acteur
Sven-Bertil Taube a également une carrière d'acteur qui l'amène à Londres, où il joue dans des pièces de théâtre et des comédies musicales, notamment dans le rôle du prince Albert dans I and Albert. Il décroche un rôle dans la série télévisée Maîtres et Valets (Upstairs, Downstairs). Dans les années 1970, Taube essaye de trouver du travail en tant qu'acteur de cinéma et obtient quelques rôles mineurs, notamment dans le drame de 1976 sur la Seconde Guerre mondiale, L'aigle s'est envolé et un rôle principal en tant qu'agent américain dans la version cinématographique de 1971 de Le roman d'Alistair MacLean Puppet on a Chain.
Au cours des années 1980 et 1990, Sven-Bertil Taube joue dans de nombreux films et séries télévisées suédois, tout en poursuivant sa carrière musicale.
Sven-Bertil Taube joue dans la version cinématographique suédoise du roman de Stieg Larsson Les Hommes qui n'aimaient pas les femmes (The Girl with the Dragon Tattoo), dans le rôle de Henrick Vanger. Le film sort début 2010 et est nommé pour le prix Guldbagge du meilleur acteur dans un second rôle pour son rôle dans le film

### Récompenses
- 1995 : prix Guldbagge – « Meilleur acteur dans un rôle principal » pour son rôle de Ralf dans Händerna

## Filmographie partielle

### Au cinéma
- 1967 : Hugs and Kisses
- 1969 : Sixtynine 69
- 1970 : Par un lien de boutons d'or (The Buttercup Chain)[14]
- 1971 : Narcotic Bureau (Puppet on a Chain)
- 1976 : L'aigle s'est envolé (The Eagle Has Landed)
- 1979 : Le Putsch des mercenaires (Game for Vultures)[15]
- 1994 : Händerna (In The Hands)[13] : Ralf
- 1996 : Jerusalem[13]
- 2004 : London Voodoo[13]
- 2007 : Arn, chevalier du Temple (Arn – The Knight Templar)[13]
- 2009 : Millénium (The Girl with the Dragon Tattoo) : Henrik Vanger

### À la télévision
- 1988 : Codename: Kyril